# Gran Premio de Gran Bretaña de Motociclismo de 2006
El Gran Premio de Gran Bretaña de Motociclismo de 2006 fue la novena prueba del Campeonato del Mundo de Motociclismo de 2006. Tuvo lugar en el fin de semana del 30 de junio al 2 de julio de 2006 en el Donington Park, situado en la localidad de North West Leicestershire, Inglaterra, Reino Unido. La carrera de MotoGP fue ganada por Dani Pedrosa, seguido de Valentino Rossi y Marco Melandri. Jorge Lorenzo ganó la prueba de 250cc, por delante de Alex de Angelis y Hiroshi Aoyama. La carrera de 125cc fue ganada por Álvaro Bautista, Mika Kallio fue segundo y Mattia Pasini tercero.

## Resultados

### Resultados MotoGP
| Pos.            | N.º | Piloto             | Constructor | Vueltas | Tiempo         | Parrilla | Pts. |
| --------------- | --- | ------------------ | ----------- | ------- | -------------- | -------- | ---- |
| 1               | 26  | Dani Pedrosa       | Honda       | 30      | 44:54.878      | 1        | 25   |
| 2               | 46  | Valentino Rossi    | Yamaha      | 30      | +3.864         | 12       | 20   |
| 3               | 33  | Marco Melandri     | Honda       | 30      | +4.016         | 3        | 16   |
| 4               | 27  | Casey Stoner       | Honda       | 30      | +5.776         | 8        | 13   |
| 5               | 10  | Kenny Roberts, Jr. | KR212V      | 30      | +9.596         | 9        | 11   |
| 6               | 5   | Colin Edwards      | Yamaha      | 30      | +21.710        | 10       | 10   |
| 7               | 69  | Nicky Hayden       | Honda       | 30      | +25.764        | 11       | 9    |
| 8               | 21  | John Hopkins       | Suzuki      | 30      | +29.034        | 4        | 8    |
| 9               | 65  | Loris Capirossi    | Ducati      | 30      | +35.606        | 5        | 7    |
| 10              | 7   | Carlos Checa       | Yamaha      | 30      | +40.442        | 13       | 6    |
| 11              | 6   | Makoto Tamada      | Honda       | 30      | +41.062        | 14       | 5    |
| 12              | 17  | Randy de Puniet    | Kawasaki    | 30      | +42.197        | 6        | 4    |
| 13              | 66  | Alex Hofmann       | Ducati      | 30      | +51.454        | 15       | 3    |
| 14              | 77  | James Ellison      | Yamaha      | 30      | +1:17.804      | 16       | 2    |
| 15              | 30  | José Luis Cardoso  | Ducati      | 29      | +1 vuelta      | 18       | 1    |
| 16              | 71  | Chris Vermeulen    | Suzuki      | 29      | +1 vuelta      | 2        |      |
| Ret             | 56  | Shinya Nakano      | Kawasaki    | 13      | Ret            | 7        |      |
| Ret             | 22  | Iván Silva         | Ducati      | 5       | Ret            | 17       |      |
| DNS             | 84  | Michel Fabrizio    | Honda       |         | Practice crash |          |      |
| Reporte Oficial |     |                    |             |         |                |          |      |

## Resultados 250cc
| Pos.            | N.º | Piloto              | Constructor | Vueltas | Tiempo          | Parrilla | Pts. |
| --------------- | --- | ------------------- | ----------- | ------- | --------------- | -------- | ---- |
| 1               | 48  | Jorge Lorenzo       | Aprilia     | 27      | 42:16.321       | 1        | 25   |
| 2               | 7   | Alex de Angelis     | Aprilia     | 27      | +6.257          | 4        | 20   |
| 3               | 4   | Hiroshi Aoyama      | KTM         | 27      | +7.366          | 3        | 16   |
| 4               | 15  | Roberto Locatelli   | Aprilia     | 27      | +14.788         | 7        | 13   |
| 5               | 80  | Héctor Barberá      | Aprilia     | 27      | +20.341         | 6        | 11   |
| 6               | 34  | Andrea Dovizioso    | Honda       | 27      | +23.010         | 2        | 10   |
| 7               | 55  | Yuki Takahashi      | Honda       | 27      | +23.644         | 11       | 9    |
| 8               | 50  | Sylvain Guintoli    | Aprilia     | 27      | +26.070         | 13       | 8    |
| 9               | 14  | Anthony West        | Aprilia     | 27      | +31.575         | 12       | 7    |
| 10              | 58  | Marco Simoncelli    | Gilera      | 27      | +41.298         | 9        | 6    |
| 11              | 96  | Jakub Smrž          | Aprilia     | 27      | +48.440         | 10       | 5    |
| 12              | 42  | Aleix Espargaró     | Honda       | 27      | +1:02.743       | 16       | 4    |
| 13              | 73  | Shuhei Aoyama       | Honda       | 27      | +1:03.564       | 5        | 3    |
| 14              | 16  | Jules Cluzel        | Aprilia     | 27      | +1:06.165       | 18       | 2    |
| 15              | 8   | Andrea Ballerini    | Aprilia     | 27      | +1:06.461       | 14       | 1    |
| 16              | 25  | Alex Baldolini      | Aprilia     | 27      | +1:06.818       | 20       |      |
| 17              | 23  | Arturo Tizón        | Honda       | 27      | +1:09.129       | 17       |      |
| 18              | 9   | Franco Battaini     | Aprilia     | 27      | +1:09.498       | 15       |      |
| 19              | 22  | Luca Morelli        | Aprilia     | 26      | +1 vuelta       | 22       |      |
| 20              | 17  | Franz Aschenbrenner | Aprilia     | 26      | +1 vuelta       | 24       |      |
| 21              | 67  | Nicklas Cajback     | Aprilia     | 26      | +1 vuelta       | 27       |      |
| Ret             | 54  | Manuel Poggiali     | KTM         | 23      | Caída           | 8        |      |
| Ret             | 24  | Jordi Carchano      | Aprilia     | 22      | Ret             | 25       |      |
| Ret             | 37  | Fabricio Perren     | Honda       | 17      | Caída           | 19       |      |
| Ret             | 45  | Dan Linfoot         | Honda       | 4       | Caída           | 21       |      |
| Ret             | 57  | Chaz Davies         | Honda       | 2       | Caída           | 23       |      |
| Ret             | 75  | Luke Lawrence       | Yamaha      | 2       | Caída           | 26       |      |
| DNQ             | 76  | Alex Kenchington    | Yamaha      |         | No se clasificó |          |      |
| DNQ             | 77  | Ian Gardner         | Yamaha      |         | No se clasificó |          |      |
| Reporte Oficial |     |                     |             |         |                 |          |      |

## Resultados 125cc
| Pos.            | N.º | Piloto                   | Constructor | Vueltas | Tiempo       | Parrilla | Pts. |
| --------------- | --- | ------------------------ | ----------- | ------- | ------------ | -------- | ---- |
| 1               | 19  | Álvaro Bautista          | Aprilia     | 25      | 40:49.054    | 1        | 25   |
| 2               | 36  | Mika Kallio              | KTM         | 25      | +3.454       | 2        | 20   |
| 3               | 75  | Mattia Pasini            | Aprilia     | 25      | +3.499       | 3        | 16   |
| 4               | 55  | Héctor Faubel            | Aprilia     | 25      | +14.869      | 6        | 13   |
| 5               | 33  | Sergio Gadea             | Aprilia     | 25      | +17.032      | 5        | 11   |
| 6               | 6   | Joan Olivé               | Aprilia     | 25      | +20.683      | 8        | 10   |
| 7               | 52  | Lukáš Pešek              | Derbi       | 25      | +22.286      | 7        | 9    |
| 8               | 1   | Thomas Lüthi             | Honda       | 25      | +24.899      | 10       | 8    |
| 9               | 18  | Nicolás Terol            | Derbi       | 25      | +25.138      | 9        | 7    |
| 10              | 14  | Gábor Talmácsi           | Honda       | 25      | +25.276      | 15       | 6    |
| 11              | 32  | Fabrizio Lai             | Honda       | 25      | +28.254      | 11       | 5    |
| 12              | 38  | Bradley Smith            | Honda       | 25      | +30.064      | 13       | 4    |
| 13              | 24  | Simone Corsi             | Gilera      | 25      | +37.120      | 4        | 3    |
| 14              | 11  | Sandro Cortese           | Honda       | 25      | +38.214      | 14       | 2    |
| 15              | 8   | Lorenzo Zanetti          | Aprilia     | 25      | +38.592      | 16       | 1    |
| 16              | 63  | Mike Di Meglio           | Honda       | 25      | +39.964      | 30       |      |
| 17              | 29  | Andrea Iannone           | Aprilia     | 25      | +45.145      | 18       |      |
| 18              | 9   | Michael Ranseder         | KTM         | 25      | +45.146      | 19       |      |
| 19              | 10  | Ángel Rodríguez Campillo | Aprilia     | 25      | +48.066      | 17       |      |
| 20              | 54  | Randy Krummenacher       | KTM         | 25      | +52.668      | 25       |      |
| 21              | 21  | Mateo Túnez              | Aprilia     | 25      | +53.161      | 20       |      |
| 22              | 26  | Vincent Braillard        | Aprilia     | 25      | +53.581      | 32       |      |
| 23              | 12  | Federico Sandi           | Aprilia     | 25      | +58.185      | 26       |      |
| 24              | 53  | Simone Grotzkyj          | Aprilia     | 25      | +1:01.101    | 35       |      |
| 25              | 16  | Michele Conti            | Honda       | 25      | +1:05.686    | 29       |      |
| 26              | 90  | Hiroaki Kuzuhara         | Malaguti    | 25      | +1:05.836    | 39       |      |
| 27              | 23  | Lorenzo Baroni           | Honda       | 25      | +1:10.078    | 28       |      |
| 28              | 44  | Karel Abraham            | Aprilia     | 25      | +1:12.056    | 27       |      |
| 29              | 20  | Roberto Tamburini        | Aprilia     | 25      | +1:38.823    | 24       |      |
| 30              | 66  | Anthony Rogers           | Honda       | 24      | +1 vuelta    | 43       |      |
| 31              | 67  | Blake Leigh-Smith        | Honda       | 24      | +1 vuelta    | 41       |      |
| 32              | 95  | Georg Fröhlich           | Malaguti    | 24      | +1 vuelta    | 33       |      |
| 33              | 65  | Kyle Kentish             | Honda       | 24      | +1 vuelta    | 42       |      |
| Ret             | 96  | Daniel Cooper            | Honda       | 23      | Ret          | 38       |      |
| Ret             | 15  | Michele Pirro            | Aprilia     | 13      | Ret          | 36       |      |
| Ret             | 22  | Pablo Nieto              | Aprilia     | 13      | Ret          | 21       |      |
| Ret             | 34  | Esteve Rabat             | Honda       | 10      | Caída        | 22       |      |
| Ret             | 17  | Stefan Bradl             | KTM         | 3       | Ret          | 34       |      |
| Ret             | 35  | Raffaele De Rosa         | Aprilia     | 2       | Caída        | 12       |      |
| Ret             | 43  | Manuel Hernández         | Aprilia     | 0       | Caída        | 23       |      |
| Ret             | 45  | Imre Tóth                | Aprilia     | 0       | Caída        | 31       |      |
| Ret             | 64  | Alex Lowes               | Honda       | 0       | Ret          | 40       |      |
| NC              | 13  | Dino Lombardi            | Aprilia     | 25      | +1:48.750    | 37       |      |
| DNS             | 37  | Joey Litjens             | Honda       |         | No participó |          |      |
| Reporte Oficial |     |                          |             |         |              |          |      |